# Daniel Ciobotea
Daniel Ilie Ciobotea (Dobreşti, comuna Bara, judeţul Timiş, Rumanía, 22 de julio de 1951) es el sexto y actual patriarca de la Iglesia ortodoxa rumana desde el 12 de septiembre de 2007.
En 1979 se doctoró en la Facultad de Teología Protestante de Estrasburgo, en Francia, además de otros estudios teológicos cursados en Sibiu y Bucarest.
En 1987 ingresó en la vida monástica, siendo consejero del recién elegido Patriarca Teoctist Arăpaşu y director para Teología Contemporánea y Diálogo Ecuménico; en junio de 1990 fue elegido Arzobispo metropolitano de Moldavia y Bucovina, cargo que ocupó hasta su elección de Patriarca.
Las primeras palabras de su beatitud Daniel III como Patriarca de Rumanía fueron: "Expresamos el deseo de servir a la Iglesia. Teoctist dejó una herencia luminosa, rica, que debemos cultivar", declaró tras agradecer la confianza de los electores, los cuales tuvieron que elegir entre tres candidatos impuestos por el Santo Sínodo. 95 votos contra 66 fue el escrutinio que favoreció a Daniel Ciobotea.
| Predecesor: Teoctist I | Patriarca de Rumanía 2008 - Actual | Sucesor: en el cargo |

- Datos: Q443453
- Multimedia: Patriarch Daniel of Romania / Q443453